# Specter
『Specter』（スペクター）は、日本のバーチャルYouTuber、バーチャルアイドル星街すいせいの2ndフルアルバム。2023年1月25日発売。発売元は所属事務所ホロライブプロダクションを運営するcover corp.。

## 概要
自身2枚目となるフルアルバム。2022年11月4日に自身のYouTubeチャンネルで行われた配信において発売が予告された。
デジタルシングルとして配信された『TEMPLATE』、『灼熱にて純情(wii-wii-woo)』、『放送室』、『ソワレ』と、リリースはされていなかったが、2021年にタイアップ曲として発表されていた『7days』の計5曲が既存曲として収録されている。さらに新曲として6曲が書き下ろされ、計11曲のフルアルバムとなった。

## 解説
アルバムタイトルは前作『Still Still Stellar』収録曲の『GHOST』の進化形をイメージしており、『GHOST』や『天球、彗星は夜を跨いで』のような普段の配信とかでは出せない活動の苦悩を昇華できるような曲という星街の希望に沿った楽曲が多い。
「ロック」をテーマに製作され、前作リリース後に豊洲PITで行なわれた1stソロライブ「STELLAR in to the GALAXY」開催後の反響などを受けて制作された、「ライブで映える」バンド曲やロック曲が多数収録されている。また、田淵智也や堀江晶太、キタニタツヤ、Ayase、ナナホシ管弦楽団、じんなど豪華クリエイター陣が本作の制作に携わった。サウンドのバラエティに富んでおり、星街自身が活動を通して感じた苦悩や葛藤が色濃く反映されている。
星街はロック色の強い本作のイメージを前作と比較して、『Still Still Stellar』は「キラキラ」、『Specter』は「ぎらぎら」だと思うと話している。

## リリースと背景
本作の制作や2ndライブ「Shout in Crisis」の開催が決定したのはMidnight Grand Orchestraの結成や、デビュー4周年記念ライブ「Selfish of a Rough Stone」の準備等と同時期であった。長期休暇後も喉の不調による手術で完治までに時間が掛かり、とても苦戦したという。
| 「                                                    | [中略] 慢性鼻炎と喉の調子が悪化していく一方で、みんなからいくら褒められても自分的には上手く歌えていないという気持ちが大きくなり、すごくしんどかった。喉の手術の話が医者から上がり、時期的にスケジュール調整が難しいので「ライブが終わってから」という予定を立てていましたが、無理を言ってライブ前に手術をしてもらうことになりました。手術して完治するまでも長くて、結局そこも大変でしたね（笑）。 | 」 |
| —星街すいせい（ライブドアニュースのインタビューより） | |    |

アルバムの方向性が決まったきっかけは1st ソロライブ「STELLAR into the GALAXY」を行った際に、「生バンドでのライブも見たい」という意見が多く届いたからであると明かしている。

## チャート成績
初週32,811枚としてオリコン合算アルバム、アルバムランキングともに4位を記録した。デジタルランキングにおいては1位を記録。また、初週25,074枚としてBillboard JAPANによるBillboard Japan Hot Albums、Top Albums Salesでそれぞれ初週4位を記録した。Download Albumsでは1位を記録し、前作から2作連続でオリコンとBillboard JAPAN両社のデジタルアルバムランキング1位を達成することとなった。

## 収録曲
| #         | タイトル                      | 作詞                 | 作曲                 | 編曲                 | 時間  |
| --------- | ----------------------------- | -------------------- | -------------------- | -------------------- | ----- |
| 1.        | 「灼熱にて純情(wii-wii-woo)」 | 田淵智也             | 田淵智也             | 堀江晶太             | 3:48  |
| 2.        | 「TEMPLATE」                  | キタニタツヤ         | キタニタツヤ         | キタニタツヤ         | 3:07  |
| 3.        | 「みちづれ」                  | Ayase                | Ayase                | Ayase                | 3:13  |
| 4.        | 「褪せたハナミドリ」          | 宮田'レフティ'リョウ | 宮田'レフティ'リョウ | 宮田'レフティ'リョウ | 3:37  |
| 5.        | 「TRUE GIRL SHOW」            | ケンカイヨシ         | ケンカイヨシ         | ケンカイヨシ         | 3:49  |
| 6.        | 「放送室」                    | MI8k                 | MI8k                 | MI8k                 | 3:29  |
| 7.        | 「デビュタントボール」        | 星街すいせい         | にお                 | にお                 | 5:48  |
| 8.        | 「7days」                     | 郡陽介               | 郡陽介               | 郡陽介               | 3:34  |
| 9.        | 「Damn Good Day」             | ポリスピカデリー     | ポリスピカデリー     | ポリスピカデリー     | 3:02  |
| 10.       | 「ソワレ」                    | ナナホシ管弦楽団     | 岩見陸               | ナナホシ管弦楽団     | 3:47  |
| 11.       | 「Newton」                    | じん                 | じん                 | じん                 | 3:36  |
| 合計時間: | 合計時間:                     | 合計時間:            | 合計時間:            | 合計時間:            | 40:50 |

## タイアップ
TEMPLATE
スマホゲーム「太鼓の達人★新曲取り放題！」プレイ楽曲
7days
VR / Non-VRゲーム「DYSCHRONIA: Chronos Alternate」シリーズテーマソング

## 初出
| #  | 曲名                      | 初出作品                                                 | 発売日         | 品番       | 備考                                            |
| -- | ------------------------- | -------------------------------------------------------- | -------------- | ---------- | ----------------------------------------------- |
| 01 | 灼熱にて純情(wii-wii-woo) | デジタルシングル「灼熱にて純情(wii-wii-woo) 」           | 2022年11月4日  | CVRD-227   |                                                 |
| 02 | TEMPLATE                  | デジタルシングル「TEMPLATE / Wicked feat.Mori Calliope」 | 2022年4月1日   | CVRD-144   | 週間7位/登場回数4週 (オリコン デジタルシングル) |
| 03 | みちづれ                  | 本作初収録                                               | 本作初収録     | 本作初収録 | 本作初収録                                      |
| 04 | 褪せたハナミドリ          | 本作初収録                                               | 本作初収録     | 本作初収録 | 本作初収録                                      |
| 05 | TRUE GIRL SHOW            | 本作初収録                                               | 本作初収録     | 本作初収録 | 本作初収録                                      |
| 06 | 放送室                    | デジタルシングル「放送室」                               | 2022年11月21日 | CVRD-234   |                                                 |
| 07 | デビュタントボール        | 本作初収録                                               | 本作初収録     | 本作初収録 | 本作初収録                                      |
| 08 | 7days                     | 本作初収録                                               | 本作初収録     | 本作初収録 | 本作初収録                                      |
| 09 | Damn Good Day             | 本作初収録                                               | 本作初収録     | 本作初収録 | 本作初収録                                      |
| 10 | ソワレ                    | デジタルシングル「ソワレ」                               | 2022年12月19日 | CVRD-244   |                                                 |
| 11 | Newton                    | 本作初収録                                               | 本作初収録     | 本作初収録 | 本作初収録                                      |